# Flat Rock (Michigan)
Flat Rock is een plaats (city) in de Amerikaanse staat Michigan, en valt bestuurlijk gezien onder Wayne County.

## Demografie
Bij de volkstelling in 2000 werd het aantal inwoners vastgesteld op 8488.
In 2006 is het aantal inwoners door het United States Census Bureau geschat op 9560, een stijging van 1072 (12.6%).

## Geografie
Volgens het United States Census Bureau beslaat de plaats een oppervlakte van
17,7 km², waarvan 17,4 km² land en 0,3 km² water. Flat Rock ligt op ongeveer 182 m boven zeeniveau.

## Plaatsen in de nabije omgeving
De onderstaande figuur toont nabijgelegen plaatsen in een straal van 8 km rond Flat Rock.